# John Cochrane
John Cochrane (Scozia, 4 febbraio 1798 – Londra, 2 marzo 1878) è stato uno scacchista e avvocato scozzese.
Durante il servizio militare con la Royal Navy fece parte dell'equipaggio del Bellerophon, la nave che nel 1815 trasportò Napoleone all'isola di Sant'Elena. 
In aprile del 1821 andò a Parigi con William Lewis per confrontarsi con i maestri francesi Alexandre Deschapelles e Louis-Charles de la Bourdonnais, che si dimostrarono più forti. Nel 1822 pubblicò il libro A Treatise on the Game of Chess. 
Nel 1824 si trasferì a Londra, dove iniziò una carriera di avvocato come barrister. 
Cominciò a frequentare gli ambienti scacchistici della capitale inglese e fu a capo del circolo di Londra nella famosa partita per corrispondenza tra Londra e Edimburgo tra il 1824 e il 1829, nella quale i londinesi giocarono la partita Scozzese. La partita fu vinta dal club di Edimburgo e da tale partita trae il nome dell'apertura (che però era già stata giocata in precedenza). Poco dopo l'inizio del match Cochrane partì per l'India e in quel momento la posizione era considerata favorevole per la parte londinese, che poi però commise degli errori e perse.
Cochrane rimase in India fino al 1869 e fondò il circolo scacchistico di Calcutta. È considerato anche il fondatore dell'ordine degli avvocati di Calcutta. Dal 1841 al 1843 fece un viaggio in Inghilterra, durante il quale disputò un match contro Howard Staunton, vinto da quest'ultimo. Si confrontò anche col francese Pierre de Saint Amant, vincendo per 6-4 con qualche patta.
Ritornato in India, nel 1848 giocò un match a Calcutta contro l'indiano Mohishunder Bannerjee (che vinse +13 -9 =3), durante il quale giocò per la prima volta il gambetto della difesa Russa che porta il suo nome:  1.e4 e5 2.Cf3 Cf6 3.Cxe5 d6 4.Cxf7 .
Dopo il suo ritorno definitivo in Inghilterra continuò a giocare spesso a scacchi al St. George's Chess Club di Londra, dove giocò oltre 200 partite informali contro il segretario del club Johann Loewenthal. Cochrane era considerato un giocatore particolarmente aggressivo, amante dei giochi di gambetto. Staunton arrivò a definirlo "il Padre della scuola inglese di scacchi".
Il gambetto Cochrane, pur esigendo una difesa precisa da parte del Nero, è stato a lungo considerato scorretto dalla teoria, ma alcuni grandi campioni lo hanno giocato qualche volta. Veselin Topalov lo ha adottato in una partita del torneo di Linares del 1999 contro Vladimir Kramnik, che terminò patta.